# Direção de Inteligência Militar (Israel)

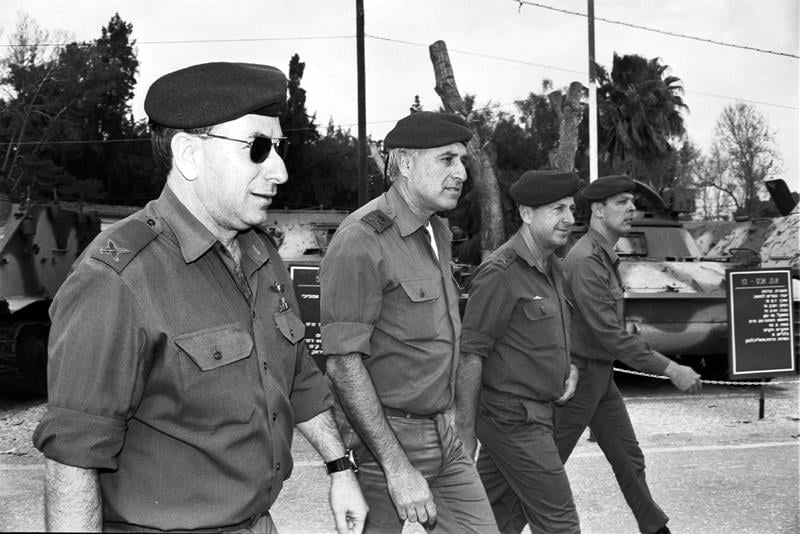
A cerimônia de substituição do chefe da Divisão de Inteligência, da direita para a esquerda: Ika Abarbanal, Major General Uri Sagia (Chefe de Inteligência entrante), Major General Amnon Lipkin Shahak (Chefe de Inteligência cessante), Brigadeiro General Oren Shavor Chefe de Inteligência Policial

Direção de Inteligência Militar (em hebraico: אגף המודיעין, Agaf Hamodiin - Lit. "Seção de Inteligência", muitas vezes abreviado para AMAN) é o órgão de inteligência militar central das Forças de Defesa de Israel. AMAN foi criado em 1950, quando o Departamento de Inteligência foi desmembrado do Estado-Maior das Forças de Defesa de Israel. O Departamento de Inteligência em si era composto em grande parte pelos antigos membros do Haganah. O AMAN é um serviço independente e não faz parte das Forças terrestres, da Marinha ou da Força Aérea Israelense. Possui uma equipe de 7.000 pessoas (estimativa 1996). Atualmente é chefiado pelo major-general (em hebraico: Aluf) Aharon Haliva.